# 半倒井惨案

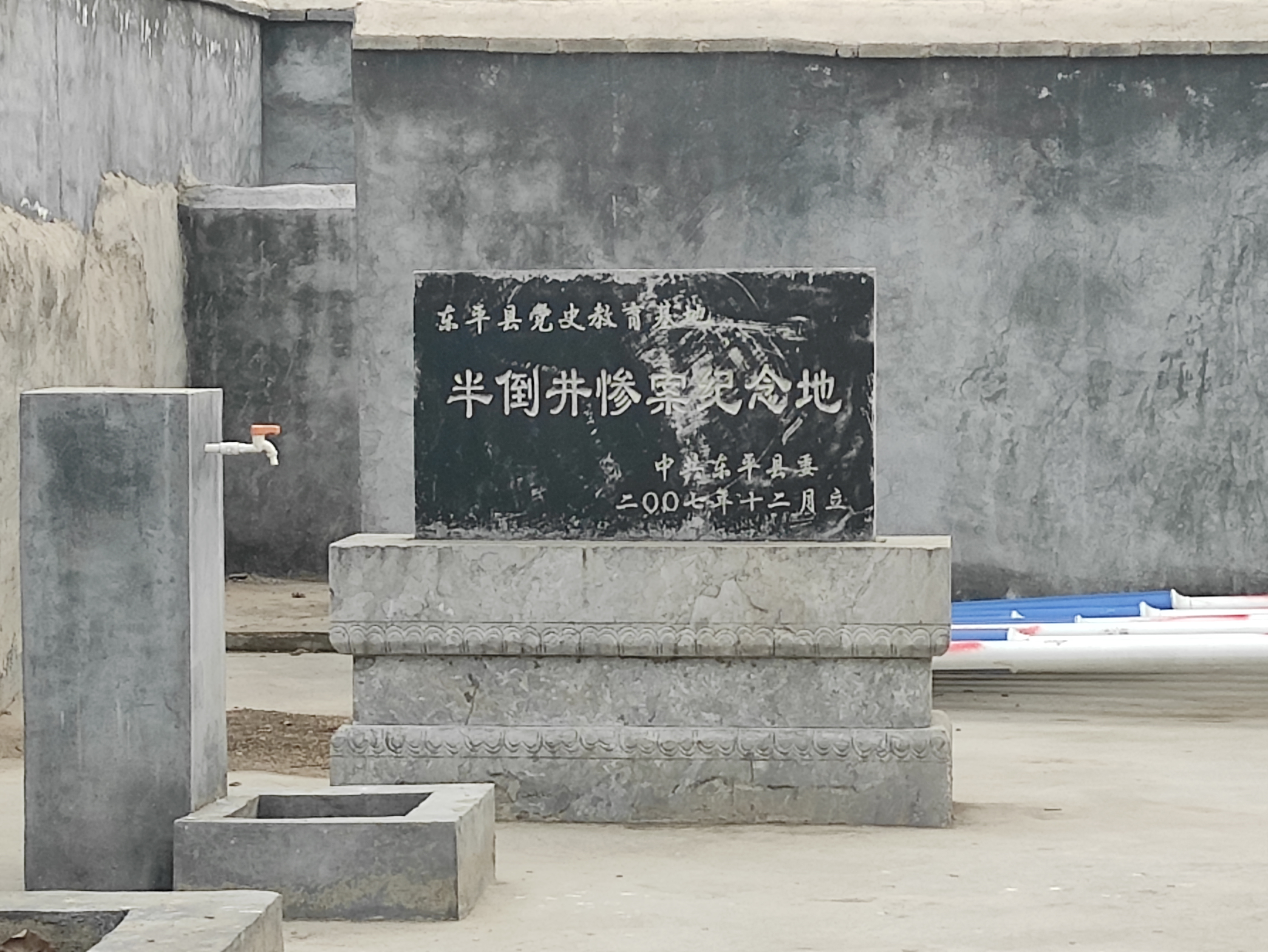
半倒井惨案纪念地

半倒井惨案是1939年1月7日侵华日军在山东省东平县半倒井村进行的一次屠杀。在这次事件中，有至少17人被杀害。
1939年1月，国民革命军山东保安第2旅旅长冯寿朋部一个连驻扎于此，1月7日，日军一个中队乘车到达半倒井村西，早有准备的冯寿朋部对日军发动袭击，日军两辆汽车在袭击中被击毁，十余名日军被打死打伤。日军在遭受袭击后进行反击，冯寿朋部随后向东撤退。大批村民也向东、向北逃跑，其中部分村民逃至邻近的毛庄。
日军在遭受伏击使用机枪和钢炮扫射轰击半倒井村并进入村子进行扫荡，郑兴科、李修武等十余位村民被日军枪杀，有村民被强奸致死，冯寿朋部未来得及转移的两名伤兵也被杀。
据称，半倒井部分村民在惨案发生时逃往毛庄天主教堂，混入祈祷的天主教民中。日军进入毛庄，见人们在做祷告后便离开。
2007年12月，中共东平县委在惨案发生地立碑纪念。

### 引用
1. ↑  . lib.sdsqw.cn.   [2017-11-18]. （原始内容存档于2017-12-01）.
2. ↑  . www.sdsqw.cn.   [2017-11-18]. （原始内容存档于2017-12-16）.